# Balatonújlak
Balatonújlak là một thị trấn thuộc hạt Somogy, Hungary. Thị trấn này có diện tích 10,81 km², dân số năm 2010 là 525 người, mật độ 49 người/km².